# 征服
征服（せいふく、英語：conquest）とは、武力・軍事力によって敵を負かして支配下におくこと、武力征伐によって相手を屈服させることであり、歴史的には国家や民族集団が武力によって他の国家や領域を占領、併合し、消滅させる全過程を指している。
秦の始皇帝、マケドニア王国のアレクサンドロス3世、マウリヤ朝インドのアショーカ王などは征服者として古代史上大きな役割を果たした。中国史では、漢民族にとって異民族によって支配された、遼・金・元・清の4王朝を征服王朝と呼んでいる。チンギス・カンやナポレオン・ボナパルトなどの歴史上の征服者はしばしば征服側の英雄として扱われるが、征服された側にとっては侵略者として扱われることが多い。